# Taal (film)
Pour les articles homonymes, voir Taal.
Pour plus de détails, voir Fiche technique et Distribution.
Taal (ताल) est un film indien réalisé par Subhash Ghai et sorti en 1999 en Inde. En hindi, Taal signifie battement (musical, du cœur).

## Synopsis
À Chamba, petite ville de l’Inde, Tarababu (Alok Nath) est musicien. Il enseigne la musique mais ne gagne pas beaucoup d’argent malgré sa grande renommée et les hautes relations qu’il entretient, notamment auprès des hommes politiques. Mansi (Aishwarya Rai), sa fille, a suivi ses enseignements et possède également de nombreux talents artistiques. Jagmohan Mehta (Amrish Puri), riche homme d’affaires, souhaite se lier d’amitié avec Tarababu pour utiliser ses relations afin d’obtenir un terrain important. Manav (Akshaye Khanna), le fils de Jagmohan Mehta, à son retour de Londres, rencontre fortuitement Mansi et en tombe aussitôt amoureux.
La famille de Manav acceptera-t-elle que leur fils épouse une jeune fille de caste inférieure à la leur, alors qu’ils viennent juste de se lier d’amitié avec Tarababu, uniquement par intérêt commercial ?

## Fiche technique
- Titre : Taal
- Titre original : ताल
- Autre titre : தால் (Thaalam)
- Réalisation : Subhash Ghai
- Scénario : Sachin Bhowmick et Subhash Ghai
- Pays : Inde
- Langue : Hindi, Tamoul
- Musique : A.R.Rahman
- Chorégraphie : Saroj Khan, Ahmed Khan et Shiamak Davar
- Durée : 179 minutes
- Dates de sortie : 13 août 1999

## Distribution
- Aishwarya Rai : Mansi
- Anil Kapoor : Vikrant Kapoor
- Akshaye Khanna : Manav Mehta
- Alok Nath : Tarababu
- Amrish Puri : Jagmohan Mehta
- Sushma Seth : Mme Mehta
- Meeta Vasisht : Prabha Shankar
- Saurabh Shukla : Bannerjee
- Jividna Sharma : Illa
- Tanya Mukherjee : Shanam
- Supriya Karnik : Shakuntala
- Prithvi Zutshi : Deep Mohan Mehta
- Rajesh Khera : Brij Mohan Mehta

## Musique
Taal est une véritable comédie musicale, ce qui explique les 11 scènes chantées du film. A. R. Rahman remporte d’ailleurs un Filmfare Awards pour sa musique. Les paroles sont de Anand Bakshi.
- Karye Na - Sukhwinder Singh, Alka Yagnik
- Taal Se Taal Mila - Alka Yagnik, Udit Narayan
- Ishq Bina - Anuradha Sriram, Sonu Nigam, A.R. Rahman
- Taal Se Taal (Western) - Sukhwinder Singh
- Raga Dance
- Ni Main Samajh Gayee - Richa Sharma, Sukhwinder Singh
- Kahin Aag Lage - Asha Bhosle, Aditya Narayan, Richa Sharma
- Ramta Jogi - Sukhwinder Singh, Alka Yagnik
- Nahim Samine Tu - Hari Haran, Sukhwinder Singh
- Ishq Bina – Ishq Bina - Kavita Krishnamurthy, Sukhwinder Singh
- Kya Dekh Rahe Ho - Madhu, Vaishali, Shoma

## Autour du film
- Taal est le film qui a fait le plus d’entrées et qui a rapporté le plus des films de Bollywood parus en 1999.

### Récompenses
Taal a été le film le plus nommé lors des Filmfare Awards 2000 (17 nominations) et a remporté 6 récompenses :
- Meilleur acteur dans un second rôle pour Anil Kapoor
- Meilleure musique pour A. R. Rahman
- Meilleur directeur artistique pour Kabir Lal
- Meilleur son pour Rakesh Ranjan
- Meilleur parolier pour Anand Bakshi (Ishq Bina)
- Meilleure chanteuse pour Alka Yagnik (Taal se taal mila)